# Munții Noștri
Munții Noștri este numele unei colecții de ghiduri turistice dedicate regiunilor montane ale României, publicate de editura Sport-Turism între anii 1974-1992.
Volumele colecției:
| Nr. | Volum                                                    | Autor(i)                                | An apariție |
| --- | -------------------------------------------------------- | --------------------------------------- | ----------- |
| 1   | munții Făgăraș                                           | V. Bălăceanu, M. Cicotti, Em. Cristea   | 1974        |
| 2   | masivul Bucegi                                           | Valeria Velcea                          | 1974        |
| 3   | munții Parîng                                            | Nae Popescu                             | 1974        |
| 4-5 | Bihor Vlădeasa                                           | Sever Bordea, Marcian Bleahu            | 1974        |
| 6   | munții Retezat                                           | Emilian Cristea                         | 1974        |
| 7   | munții Giurgeului                                        | Oliviu Marcu, Zoltan Rátz, Mircea Borda | 1974        |
| 8   | masivul Iezer-Păpușa                                     | Dan Oprescu                             | 1975        |
| 9   | Piatra Craiului                                          | Ion Ionescu Dunăreanu                   | 1975        |
| 10  | Piatra Mare                                              | Dan Bălteanu                            | 1975        |
| 11  | munții Cindrel                                           | Mircea Buza, Simona Fesci               | 1975        |
| 12  | masivul Ceahlău                                          | Ioan Stănescu                           | 1976        |
| 13  | munții Buzăului (Carpații de Curbură)                    | Gr. Posea, M. Ielenicz                  | 1977        |
| 14  | masivul Ciucaș                                           | Rodica Maria Niculescu                  | 1977        |
| 15  | munții Căpățînii                                         | Nae Popescu                             | 1977        |
| 16  | masivul Hășmaș                                           | Emilian Cristea                         | 1978        |
| 17  | munții Aninei                                            | Vasile Sencu                            | 1978        |
| 18  | munții Codru-Moma                                        | Marcian Bleahu                          | 1978        |
| 19  | munții Pădurea Craiului                                  | Sever Bordea                            | 1978        |
| 20  | munții Rodnei                                            | Iuliu Buta, Ana Aurelia Buta            | 1979        |
| 21  | munții Vîlcan                                            | Nae Popescu                             | 1979        |
| 22  | munții Perșani                                           | Mihai Albotă, Simona Fesci              | 1980        |
| 23  | munții Postăvaru                                         | Dan Bălteanu, Nicolae Băcăințan         | 1980        |
| 24  | munții Semenic                                           | Mihai Grigore                           | 1981        |
| 25  | Retezat(6)                                               | Nae Popescu                             | 1982        |
| 26  | masivul Suhard                                           | I. Popescu Argeșel                      | 1983        |
| 27  | Rarău-Giumalău                                           | C. Oancea, C. Swizewski                 | 1983        |
| 28  | Cindrel(11)                                              | M. Buza, Simona Fesci                   | 1983        |
| 29  | Nemira                                                   | Mihail Albotă                           | 1983        |
| 30  | Poiana Ruscă                                             | H. G. Kräutner                          | 1984        |
| 31  | Baiului                                                  | Mihai Ielenicz                          | 1984        |
| 32  | Făgăraș(1)                                               | Val. Bălăceanu, Hedda Cristea           | 1984        |
| 33  | Iezer(8)                                                 | Ion Ionescu Dunăreanu                   | 1984        |
| 34  | masivul Ciucaș(14)                                       | Maria Rodica Niculescu                  | 1986        |
| 35  | munții Parîng(3)                                         | Nae Popescu                             | 1986        |
| 36  | Șureanu                                                  | Valer Trufaș                            | 1986        |
| 37  | Harghita                                                 | O. Marcu, Z. Rácz, A. Cioacă            | 1986        |
| 38  | Piatra Craiului(9)                                       | Ion Ionescu Dunăreanu                   | 1986        |
| 39  | Obcinele Bucovinei (Carpații Maramureșului și Bucovinei) | Nicolae Barbu, Liviu Ionesi             | 1987        |
| 40  | Cozia                                                    | Nicolae C. Popescu, Dănuț Călin         | 1987        |
| 41  | Măcin                                                    | Mihail Gabriel Albotă                   | 1987        |
| 42  | Bîrgău                                                   | Traian Naum, Grigore Moldovan           | 1987        |
| 43  | Tarcău                                                   | C. Brânduș, C. Grasu                    | 1987        |
| 44  | munții Latoriței                                         | Gheorghe Ploaie                         | 1987        |
| 45  | Gutîi                                                    | D. Istvan, S. Popescu, I. Pop           | 1990        |
| 46  | Gilău - Muntele Mare                                     |                                         | nepublicat  |
| 47  | Vrancei                                                  | Florin Roman                            | 1989        |
| 48  | Postăvaru (germană)                                      |                                         | 1990        |
| 49  | Semenic(24)                                              | Mihai Grigore                           | 1990        |
| 50  | Ciucului                                                 | C. Rusu, I. Talabă, Gh. Lupașcu         | 1992        |
| 51  | Muntele Mic - Țarcu                                      | Gh. Niculescu, Dănuț Călin              | 1990        |

## Observatie
- Brandul Muntii Nostri apartine acum Editurii Cartografice Schubert&Franzke , care a inceput reactualizarea colectiei, cu harti noi, realizate in cele mai noi tehnici cartografice.